# 時忠 (小惑星)
時忠（ときただ、4488 Tokitada）は、小惑星帯にある小惑星である。
1987年10月、鈴木憲蔵と浦田武が愛知県豊田市で発見した。

## 名称
平安時代末期の公卿である平時忠（1130年 - 1189年）にちなむ。時忠は平家一門の全盛期に「平家にあらずんば人にあらず」と放言したことで知られる人物である。壇ノ浦の戦いののち捕らえられ、能登国に配流されてその地で没した。
小惑星回報（MPC）に掲載された命名文では平清盛のおじ（uncle）とされているが、これは義弟（清盛の妻である平時子（二位尼）の弟）の誤りである。また、武将（military commander）とされているが、時忠は清盛と同じ平姓であっても公卿の家（堂上平氏）の出であり、天皇家の外戚として宮廷内で権勢をふるった政治家であるため、正しくない。命名文では、能登とパーシヴァル・ローウェルの縁について触れられている。
浦田は、多くの小惑星に『平家物語』に登場する平安時代末期（保元・平治の乱から源平合戦にかけて）の人物の名を付けており、時忠に関連する人物では
- (4959) 二位尼：姉、平時子。
- (4375) 清盛：義兄（時子の夫）、平清盛。
- (3585) 後白河：後白河法皇。時忠の妹・平滋子（建春門院）を妃とした。
- (5578) Takakura：甥（後白河法皇と建春門院の子）、高倉天皇。
- (5242) 建礼門院：姪（清盛・時子の娘）、平徳子。高倉天皇の妃。
- (3686) 安徳：安徳天皇。高倉天皇と建礼門院の子。
- (3178) 義経：娘婿、源義経。平家滅亡後に娘を嫁がせた。

も小惑星に命名されている。